# Alchemilla obconiciflora
Alchemilla obconiciflora es una especie de planta del género Alchemilla, perteneciente a la familia Rosaceae.

## Taxonomía
Alchemilla obconiciflora fue descrita por Serguéi Yuzepchuk en 1954.

## Distribución
Se encuentra en el territorio de Buriatia y en el Krai de Krasnoyarsk.